# Miss Me?
Miss Me? – drugi minialbum południowokoreańskiego girlsbandu I.O.I, specjalnej grupy stworzonej przez survivalowy program Mnetu Produce 101, w której skład weszło jedenaście stażystek z różnych firm rozrywkowych. Minialbum został wydany 17 października 2016 roku. Płytę promował główny singel „Very Very Very” (kor. 너무너무너무). Sprzedał się w nakładzie 99 594 egzemplarzy w Korei Południowej (stan na kwiecień 2017).

## Lista utworów
| CD | CD                                                     | CD                                  | CD                        | CD                                                    | CD      |
| Nr | Tytuł utworu                                           | Tekst                               | Kompozycja                | Aranżacja                                             | Długość |
| -- | ------------------------------------------------------ | ----------------------------------- | ------------------------- | ----------------------------------------------------- | ------- |
| 1. | „Very Very Very” (kor. 너무너무너무 Neomu Neomu Neomu) | J. Y. Park "The Asiansoul           | J. Y. Park "The Asiansoul | J. Y. Park "The Asiansoul", Kim Seung-soom, Armadillo | 3:23    |
| 2. | „Hold On” (kor. 잠깐만 Jamkkanman)                     | Jinyoung                            | Jinyoung                  | Jinyoung, Kang Myung-shin                             | 3:04    |
| 3. | „More More” (kor. 내 말대로 해줘 Nae Maldaero Haejwo)  | Rhymer, Lim Na-young, Choi Yoo-jung | Assbrass, Kiggen          | Assbrass                                              | 3:44    |
| 4. | „Ping Pong”                                            | ESBEE, 9999, Last.P                 | 9999, ESBEE               | 9999, ESBEE                                           | 3:29    |
| 5. | „M-Maybe” (kor. 음 어쩌면 Eum Eojjeomyeon)             | Jung Chang-wook, BOYTOY             | Jung Chang-wook, BOYTOY   | Jung Chang-wook, BOYTOY                               | 3:12    |

## Notowania
| Lista                    | Pozycja |
| ------------------------ | ------- |
| Gaon Weekly Album Chart  | 2       |
| Gaon Monthly Album Chart | 7       |
| Gaon Yearly Album Chart  | 28      |
| Five Music (Tajwan)      | 4       |